# كلينت هارتونغ
كلينت هارتونغ (بالإنجليزية: Clint Hartung)‏ هو لاعب كرة قاعدة أمريكي، ولد في 10 أغسطس 1922 في هوندو في الولايات المتحدة، وتوفي في 8 يوليو 2010 في سينتون في الولايات المتحدة.

## وصلات خارجية
- كلينت هارتونغ على موقع دوري كرة القاعدة الرئيسي (الإنجليزية)
- كلينت هارتونغ على موقعبيزبول رفرنس.كوم (الدوري الرئيسي) (الإنجليزية)
- كلينت هارتونغ على موقعبيزبول رفرنس.كوم (الدوري الثانوي) (الإنجليزية)
- كلينت هارتونغ على موقع جمعية أبحاث البيسبول الأمريكية (الإنجليزية)